# Om în întuneric
Om în întuneric (titlu original: Man in the Dark) este un film american noir din 1953 regizat de Lew Landers. Rolurile principale au fost interpretate de actorii Edmond O'Brien, Audrey Totter și Ted de Corsia. Este o refacere a filmului The Man Who Lived Twice (1936), regizat de Ralph Bellamy. Om în întuneric a fost primul film Columbia Pictures lansat în 3-D. A avut încasări de  1,45 milioane de dolari americani.

## Prezentare
Un bandit este condamnat și este supus unei operații experimentale pe creier pentru a elimina elementul criminal din creier. Operația șterge toate amintirile din viața sa anterioară, inclusiv cele cu locul unde a ascuns prada. El este răpit de gașca sa care încearcă să afle adevărul de la el. Amintirile lui revin sub forma unor vise ciudate, iar el și vechea lui iubită descoperă indicii pentru a găsi banii.

## Distribuție
- Edmond O'Brien - Steve Rawley
- Audrey Totter - Peg Benedict
- Ted de Corsia - Lefty
- Horace McMahon - Arnie
- Nick Dennis - Cookie
- Dayton Lummis - Dr. Marston
- Dan Riss - Jawald